# Love At The Christmas Table
Dragoste la masa de Crăciun (titlu original: Love At The Christmas Table, cunoscut și ca It's a Wonderful Lifetime) este un film de Crăciun american din 2012 regizat de Rachel Goldenberg. Rolurile principale au fost interpretate de actorii Danica McKellar, Dustin Milligan și Lea Thompson.

## Prezentare
Un bărbat își dă seama că cel mai bun prieten al său din copilărie este chiar femeia pe care o iubește.

## Distribuție
- Danica McKellar ca Kat Patton
- Dustin Milligan ca Sam Reed
- Lea Thompson ca Elissa Beth Dixon
- Scott Patterson ca Tom Patton
- Brian Huskey ca Bobby Reed
- Alexandra Paul ca Eve Reed
- William F. Bryant ca Clint (menționat ca William Franc Bryant)
- Cameron Goodman ca Ashley
- Viva Bianca ca Rebekah
- Luc Charbonnier ca Milo (menționat ca Luc Gauther Charbonnier)
- Carmina Garay ca Chloe
- Bodhi Bown ca Trevor (menționat ca Bodhi Kai Bown)
- Avriella Ford ca Shelly
- Amy V. Dewhurst ca Tara
- Rob Lamer ca Sam la 3 ani

## Producție
Filmările au avut loc la  Los Angeles, California.